# Pyridat
Pyridat ist eine chemische Verbindung aus der Gruppe der Phenylpyridazine.

## Gewinnung und Darstellung
Pyridat kann durch Reaktion von 3-Phenyl-4-hydroxy-6-chlor-pyridazin mit S-Octyl-thioformylchlorid gewonnen werden. Letzteres erhält man durch Reaktion von Octylmercaptan mit Phosgen.

## Eigenschaften
Pyridat ist ein farbloser Feststoff, der unlöslich in Wasser aber löslich in organischen Lösungsmitteln ist. Das technische Produkt ist eine braune ölige Flüssigkeit, die empfindlich gegenüber Hydrolyse ist.

## Verwendung
Pyridat wird verwendet als Wirkstoff in Pflanzenschutzmitteln. Es wird als Herbizid gegen zweikeimblättrige Unkräuter eingesetzt und wirkt vermutlich durch Hemmung der Hill-Reaktion.

## Zulassung
Die Verbindung ist seit 1981 in der Bundesrepublik Deutschland und seit 1984 in der DDR zugelassen.
Seit Januar 2002 ist Pyridat in der Europäischen Union als Wirkstoff von Pflanzenschutzmitteln zugelassen.
In Deutschland, Österreich und der Schweiz sind Pflanzenschutzmittel (z. B. Lentagran WP) mit diesem Wirkstoff zugelassen.